# Paolo de Matteis
Paolo de Matteis (Piano del Cilento, 1662 — Nápoles, 1728) foi um pintor italiano do período barroco, considerado um dos mais renomados mestres napolitanos do período.